# 克莱勒大街站
克莱勒大街站（德語：U-Bahnhof Kreillerstraße）是一座慕尼黑地铁2号线位于莱姆畔山的一座车站。